# Отмица
Отмица је кривично дело одвођења особе без њеног пристанка, а често и њено држање у врсти заточеништва, ради тражења откупа у замену за пуштање на слободу. Постоје случајеви и политичких отмица. Особа није доступна властима једне земље јер се налази у другој која неће да је испоручи. 
Отмица се врши присилом или на превару. Отимају се како одрасли тако и деца. Нису ретки случајеви убијања отетих. У појединим државама Азије и Африке, где је власт слаба, отмице су постале уносан посао.

## Врста отмица
- Отмице ради стицања материјалне користи
- Отмице рођеног детета које је после развода дато другом брачном партнеру. Најчешћи случај кад су разведени супружници из различитих земаља и култура
- Отмице паса или других кућних љубимаца са намером стицања материјалне користи

## Мотивације
Киднаповање деце обично врши један родитељ или други. Киднаповање одраслих је често ради откупнине или да се неко примора да подигне новац са банкомата, али може бити и сексуални напад. Деца су такође киднапована због вршења сексуалног напада.
Процењује се да криминалне банде зарађују до 500 милиона долара годишње од откупнине од киднаповања.
Киднаповање је идентификовано као један од извора из којег се зна да терористичке организације добијају средства. Чланак који су објавили Пери, Личтенвалд и Макензи идентификовао је отмицу „тигра” као специфичну методу коју користи Права ирска републиканска армија или Континуитетна ирска републиканска армија, у којој се киднаповани члан породице користи да примора некога да краде од свог послодавца.
- Киднаповање невесте је термин који се често примењује у ширем смислу, да би се укључила свака невеста „отета“ против воље својих родитеља, чак и ако је вољна да се уда за „отмичара“. И даље је традиционална међу појединим номадским народима Централне Азије. У Киргистану је дошло до повећана учесталости овог вида киднаповања од пада Совјетског Савеза и накнадне ерозије права жена.[4]
- Експресна киднаповања је метода отмице која се користи у неким земљама, углавном из Латинске Америке,[5] где се тражи мали откуп, који компанија или породица може лако да плати.
- Киднаповање тигра је узимање таоца да би се вољена особа или сарадник жртве натерали да нешто ураде (нпр. дете је узето као талац да би се натерао продавац да отвори сеф). Термин потиче из обично дугог претходног посматрања, као што то чини тигар док лови.

Породица и пријатељи члана наводног култа понекад користе отмицу као метод за уклањање тог члана из наводног култа и почетак процеса депрограмирања. Депрограмирање и излазно саветовање су коришћени са сврхом да се наводни чланови култа натерају да напусте веровања својих група. Опасност коју представљају култне групе су депрограмери искористили да оправдају коришћење екстремног чина отмице да би наводне чланове натерали да промене своју оданост групи.

## По јурисдикцији

### Аустралија
У Аустралији, киднаповање је кривично дело, како је дефинисано државним кривичним законом, или Кривичним закоником Комонвелта. То је тешко кривично дело за које је запрећена казна затвора до 14 до 25 година.

### Колумбија
Према студији политиколога Данијел Гилберт из 2022. године, наоружане групе у Колумбији се баве отмицама за откуп као начин да одрже локални систем опорезивања оружаних група. Групе прибегавају отмицама за откуп да би казниле утају пореза и подстакле становнике да не беже.

### Холандија
Члан 282 забрањује узимање талаца (пупут 'киднаповања'). Део 1 члана 282 дозвољава да се отмичари осуде на казну затвора до 8 година или новчану казну пете категорије. Део 2 дозвољава максималну казну затвора од 9 година или новчану казну пете категорије ако постоје тешке повреде. Део 3 дозвољава максималну казну затвора од 12 година или новчану казну пете категорије ако је жртва убијена. Део 4 омогућава изрицање казни људима који сарађују у отмици (као што је предлагање или стављање на располагање локације на којој је жртва била талац). Део 1, 2 и 3 ће се такође односити на њих.

### Велика Британија
Киднаповање је прекршај према обичајном праву Енглеске и Велса. Лорд Брендон је изјавио у 1984. R v D:
Прво, природа кривичног дела је напад на личну слободу појединца и њено нарушавање. Друго, кривично дело садржи четири састојка и то: (1) узимање или одвођење једне особе од стране друге особе; (2) силом или преваром; (3) без сагласности лица које је тако узето или одведено; и (4) без законског оправдања.
У свим случајевима отмице деце, где се наводи да је дете киднаповало, материјално је одсуство пристанка тог детета. Ово је случај без обзира на узраст детета. Веома мало дете неће имати разумевања или интелигенције да пристане. То значи да ће одсуство пристанка бити неопходан закључак из узраста детета. За пороту је чињенично питање да ли старије дете има довољно разумевања и интелигенције да пристане. Лорд Брендон је рекао: „Не бих требало да очекујем да ће порота уопште често открити да дете млађе од четрнаест година има довољно разумевања и интелигенције да да свој пристанак.“ Ако је дете (пошто је способно за то) пристало да буде узето или одведено, чињеница да особа која има старатељство или старање и контролу над тим дететом није пристала да се то дете одведе или одведе је небитна. Ако, с друге стране, дете није пристало, пристанак особе која има старатељство или негу и контролу над дететом може подржати одбрану од законитог оправдања. То је познато као Гиликова компетенција.
У погледу ограничења гоњења не може се покренути кривично гоњење, осим од стране или уз сагласност директора државног тужилаштва, за дело отмице ако је учињено према детету млађем од шеснаест година и од стране лица које је повезано са дететом, у смислу члана 1. Закона о отмици деце из 1984. године. Киднаповање је кривично дело само под оптужбом. Киднаповање је кажњиво казном затвора или новчаном казном по нахођењу суда. Не постоји ограничење новчане или затворске казне која се може изрећи под условом да казна није претерана.
Родитељ би требало да буде кривично гоњен за отмицу сопственог детета само „у изузетним случајевима, када је понашање дотичног родитеља толико лоше да би обичан човек који исправно мисли то одмах и без оклевања сматрао кривичним по природи”.

## Статистика

### Земље са највишим стопама
Отмица ради откупа данас је уобичајена појава у разним деловима света, а одређени градови и земље се често описују као „Светска престоница киднаповања“. УН су 2018. утврдиле да су Пакистан и Енглеска имали највећи број отмица, док је Нови Зеланд имао највећу стопу међу 70 земаља за које су доступни подаци. Од 2007. године та титула је припадала Ираку са вероватно 1.500 киднапованих странаца. Године 2004. је то био Мексико, а 2001. Колумбија. До статистике је потешко доћи. Извештаји сугеришу светски тотал од 12.500–25.500 годишње, са 3.600 годишње у Колумбији и 3.000 годишње у Мексику око 2000. године. Међутим, до 2016. године број киднаповања у Колумбији је опао на 205 и наставља да опада. Мексичке цифре је тешко потврдити због страха од умешаности полиције у отмицу. „Чини се да киднаповање цвета посебно у крхким државама и земљама у сукобу, јер политички мотивисане милиције, организовани криминал и нарко мафија испуњавају вакуум који је оставила влада“.

### Пирати
Киднаповање на отвореном мору у вези са пиратством је у порасту. Пријављено је да је 661 чланова посаде узето за таоце и 12 киднаповано у првих девет месеци 2009. године. IMB центар за извештавање о пиратерији је забележио да је 141 члан посаде узет као талац, а 83 киднапована у 2018. години.

## Члан 134. КЗ Републике Србије
(1) Ко силом, претњом, обманом или на други начин одведе или задржи неко лице у намери да од њега или другог лица изнуди новац или какву другу имовинску корист или да њега или кога другог принуди да нешто учини, не учини или трпи,
казниће се затвором од две до десет година. 
(2) Ко ради остварења циља отмице прети убиством или тешком телесном повредом отетом лицу, казниће се затвором од три до дванаест година. 
(3) Ако је отето лице задржано дуже од десет дана или је према њему поступано на свиреп начин или му је тешко нарушено здравље или су наступиле друге тешке последице или ко дело из става 1. овог члана учини према малолетном лицу, учинилац ће се казнити затвором од три до петнаест година. 
(4) Ако је услед дела из ст. 1. до 3. овог члана наступила смрт отетог лица или је дело извршено од стране групе,
учинилац ће се казнити затвором од пет до осамнаест година.
(5) Ако је дело из ст. 1. до 3. овог члана извршено од стране организоване криминалне групе, учинилац ће се казнити затвором од најмање пет година.

## Познати случајеви отмица
- син Чарлса Линдберга
- Владо Дапчевић
- Слободан Бата Тодоровић
- Мирослав Мишковић